# Elisha Hume Brewster
Elisha Hume Brewster (* 10. September 1871 in Worthington, Hampshire County, Massachusetts; † 29. April 1946 in Springfield, Massachusetts) war ein US-amerikanischer Jurist und Politiker. Nach seiner Berufung durch Präsident Warren G. Harding fungierte er von 1922 bis 1941 als Bundesrichter am Bundesbezirksgericht für den Distrikt von Massachusetts.

## Werdegang
Elisha Brewster war der Sohn von Charles und Celina Brewster. Nach seinem Schulabschluss besuchte er die Boston University und erwarb 1896 an der dortigen Law School den Bachelor of Laws. Noch im selben Jahr begann er als Jurist zu praktizieren. Dieser Tätigkeit ging er bis 1922 nach. Von 1902 bis 1904 saß er als republikanischer Abgeordneter im Repräsentantenhaus von Massachusetts.
Am 20. September 1922 wurde Brewster durch Präsident Harding zum Richter am United States District Court for the District of Massachusetts ernannt; damit übernahm er einen zuvor neu eingerichteten Sitz. Die Bestätigung durch den Senat der Vereinigten Staaten erfolgte zwei Tage später, woraufhin er sein Richteramt antreten konnte. Er übte es bis zum 14. Oktober 1941 aus, als er in den Senior Status wechselte und damit faktisch in den Ruhestand ging. Sein Nachfolger wurde Arthur Daniel Healey. Elisha Brewster verstarb am 29. April 1946 in Springfield und wurde auf dem Worthington Center Cemetery in seiner Geburtsstadt beigesetzt.